# 鄭盛杞
鄭盛杞（1910年4月1日—2000年），臺灣新竹縣關西鎮人，醫生，長期在桃園縣龍潭鄉問診，為第二屆醫療奉獻獎得主，其子鄭俊良則是第廿二屆醫療奉獻獎得主。

## 生平
鄭盛杞出生地為關西店子岡，生於1910年4月1日。1924年，畢業於關西公學校（今關西國小），後讀臺中州立臺中第一中學校。1934年自台北醫學專門學校畢業，入台北醫專內科醫局研究。
1937年起，鄭盛杞在龍潭開業行醫，因常為貧困者免費治病，報章雜誌撰文稱頌，譽為人「活菩薩」。1972年，他與黃天開各捐贈三百餘坪土地興建龍潭第二公有市場，以迎合陸軍總部菜食供應之需。鄭盛杞十一位子女中，即有六名子女進入醫界，分任牙醫師及醫師，再加上女婿醫師，為標準的「醫師家族」。像是兒子鄭俊良長期跟父親去復興鄉替原住民看診，日後萌於偏鄉牙醫照護的想法。
1983年，鄭盛杞獲當時省府主席李登輝頒贈長青楷模。
1992年，懸壺一甲子的鄭盛杞得第二屆醫療奉獻獎時，其感言是仍不忘提醒民間誤信一些密方，以致延誤救治時機的錯誤觀念，並要求記者一定儘力宣導，以免有更多民眾受害，他說病患健康服務即是他的終生職志，也是上帝賦予他的神聖使命。
2000年去世時，遺囑是捐資新台幣貳佰萬元在母校關西國小設置「盛杞視聽紀念館」，在2008年落成。

## 身後
2012年9月14日，五十六歲尚未結婚的鄭俊良因長期提供偏鄉牙醫照顧得到第廿二屆醫療奉獻獎，創下首度有父子先後獲獎的紀錄。